# 넥스젠바이오
넥스젠바이오(NEXGEN Biotech)는 하이브리드 재조합 단백질 연구/개발을 하는 회사로  한국 서울시 가산동에 위치하고 있다. 회사 이름인 넥스젠 (NEXGEN)은 Next Generation에서 유래하였다.
넥스젠바이오(NEXGEN Biotech)는 2005년 대한민국 10대 신기술 기업으로 선정 및 국가지정 연구실로 지정되었고, 2016년에는 유전공학적 기법에 의한 인공거미독단백질 대량생산 기술로 대한민국 우수특허 대상을 수상하였다.

## 역사
넥스젠바이오(NEXGEN Biotech)의 창업은 1999.11.4 대전시 유성구에서 했으며,연구는 초기부터 신소재 단백질 개발을 목적으로 제일 먼저 개발해서 특허를 낸 물질이 EGF 에 Albumin 을 융합시킨 하이브리드 단백질 EGF-Albumin이였고 이후 rapid strip 진단키트 POCT를 제작하였으며, 다양한 항원단백질의 필요성에 의해 여러 질병의 항원단백질을 개발하기 시작했었다.
AIDS, 말라리아, 뎅기 등등의 항원단백질을 개발, 소량 생산하기도 하였으며, Ebola를 비롯한 유행성출혈열 진단용 항원 단백질을 개발했었다. GMO 검사기술을 국내최초로 도입하여 GMO 검사 서비스를 하였고, 그 이후 임신진단키트를 만들었으며 2010년부터 화장품 시제품을 만들기 시작하여 2011년부터 본격적으로 화장품 제조를 시작하였다.